# Roc de Sant Pere
El Roc de Sant Pere és una muntanya de 1.766,6 metres d'altitud del terme municipal d'Alins, a la comarca del Pallars Sobirà.
Està situat damunt i al nord del poble de Tor, i conté les restes de la Força de Tor i de l'antiga església de Sant Pere de la Força, o del Roc. És just al nord-est del lloc on es forma la Noguera de Tor.